# Pedro Moya de Contreras
Pedro Moya de Contreras (ur. ok. 1530 w Pedroche, zm. 7 grudnia 1591 w Madrycie) – hiszpański duchowny rzymskokatolicki, inkwizytor, arcybiskup meksykański, patriarcha Indii Zachodnich, wicekról Nowej Hiszpanii i przewodniczący Królewskiej Rady Indii.

## Biografia
Urodził się w rodzinie szlacheckiej. Jako nastolatek służył u przewodniczącego Królewskiej Rady Indii Juana de Ovando, m.in. jako jego sekretarz. Studia odbył na Uniwersytecie w Salamance uzyskując doktorat obojga praw. Później był m.in. inkwizytorem w Murcji. Na początku lat 70. XVI w. król Hiszpanii Filip II Habsburg polecił mu utworzyć trybunał inkwizycyjny w Nowej Hiszpanii, do której przybył w listopadzie 1571.
W 1572 Filip II mianował go koadiutorem schorowanego arcybiskupa meksykańskiego Alfonso de Montufara, który zmarł jeszcze w tym samym roku. Tym samym ks. Moya de Contreras do czasu potwierdzenia nominacji arcybiskupiej przez papieża, objął zarząd nad archidiecezją meksykańską. 15 czerwca 1573 papież Grzegorz XIII prekonizował go arcybiskupem meksykańskim. Wiadomość ta dotarła do Meksyku 20 października tego roku.
21 listopada 1573 w Puebla przyjął sakrę biskupią z rąk biskupa Tlaxcali Antonio Ruíza de Moralesa y Moliny OS.
Arcybiskup Moya de Contreras faworyzował Indian, zakładając instytucje edukacyjne, w których mogli się oni kształcić. Nauczył się języka nahuatl, aby móc osobiście rozmawiać z Indianami oraz udzielać im sakramentów w ich języku. Wywierał również presję na władze hiszpańskie w sprawach ochrony Indian. Przekazywał duże sumy na jałmużnę. Dbał o formację i dyscyplinę duchowieństwa oraz tworzenie klasztorów żeńskich oraz męskich. Ściągnął do Nowej Hiszpanii m.in. jezuitów. Po objęciu arcybiskupstwa nadal pracował jako inkwizytor. W latach 1584–1585 był wicekrólem Nowej Hiszpanii.
W 1586 powrócił do Hiszpanii. Przed wejściem na pokład płynącego do Europy statku rozdał na cele charytatywne i kościelne znaczną część swojego majątku. W Hiszpanii pracował na dworze królewskim, m.in. jako przewodniczący Królewskiej Rady Indii. 15 stycznia 1591 otrzymał od papieża Grzegorza XIV honorowy tytuł patriarchy Indii Zachodnich. Jednocześnie do końca życia pozostawał arcybiskupem meksykańskim. Zmarł 7 grudnia 1591.